# Arlecchino (Picasso)
Arlecchino è un dipinto a olio su tela (116x90 cm) realizzato nel 1917 dal pittore spagnolo Pablo Picasso. È conservato nel Museu Picasso di Barcellona.
Il quadro fu dipinto da Picasso durante un soggiorno a Barcellona. Le tonalità pastello ricordano un altro suo quadro contemporaneo, Sipario per Parade.